# Gustav Wilhelm Schubert
Gustav Wilhelm Schubert (* 27. Mai 1801 in Bernstadt a. d. Eigen; † 8. August 1877 in Kötzschenbroda, heute Radebeul) war ein sächsischer Kommissionsrat, Jurist und Historiker.

## Leben und Wirken
Der Jurist Schubert arbeitete in Leipzig als „Rechtsconsulent und Gerichtsdirector“ und avancierte im sächsischen Staatsdienst zum Mitglied der General-Ablösekommission und brachte es bis zum Wirklichen Kommissionsrat. Ab 1828 veröffentlichte er zahlreiche juristische Abhandlungen zum Steuerrecht, zur Justizverfassung und zur Judenemanzipation.
Schubert war ein Anhänger der Revolution von 1848/1849 und gehörte 1848–1852 dem Dresdner Stadtverordnetenkollegium an. Nach seiner Pensionierung 1859 siedelte er nach Kötzschenbroda über und wohnte ab 1860 in dem heute unter Denkmalschutz stehenden Wohnhaus Kötzschenbrodaer Straße 187 (ehemals Dresdner Straße 5).
Er widmete sich als Mitglied der Flora – Gesellschaft für Botanik und Gartenbau zu Dresden, der Oberlausitzischen Gesellschaft der Wissenschaften und des Sächsischen Vereins für Erforschung und Erhaltung vaterländischer Altertümer der historischen Forschung, ab 1857 vor allem der seiner neuen Wahlheimat. Als Ergebnis gab er von 1862 bis 1865 in Fortsetzungen die Chronik und Topographie der Parochie Kötzschenbroda heraus, „das bis heute umfangreichste und, trotz mancher Unzulänglichkeiten, das Standardwerk zur Geschichte der westlichen Lößnitzgemeinden.“
Im Jahr 1867 veröffentlichte Schubert noch ein Werk zu seinem Hobby, der Philatelie, namens Der Führer im Labyrinth der bisher erschienenen Briefmarken aller Länder. 1869 ließ er ein zweibändiges Adressbuch zur Parochie Kötzschenbroda folgen.
Schubert wurde mit der Ehrenbürgerschaft seiner Geburtsstadt geehrt. Er war der Vater des Generalleutnants und Militärschriftstellers Gustav von Schubert.

## Werk
- Umriss der Justizverfassung im Königreiche Sachsen und der Königlich Sächsischen Oberlausitz. Sehrig, Leipzig, vor 1829, gemeinsam mit Georg Carl Treitschke.
- Der Weinbau in der, den Marktflecken Kötzschenbroda nebst Dörfchen Fürstenhain, die Hof- und Niederlößnitz, Nauendorf, Zitzschewig und Lindenau umfassenden, Parochie Kötzschenbroda nach Alter, Rufe und Umfange, nebst historischen Notizen über den Königl. Sächs. Weinbau überhaupt, und über die Rebenkultur im Meißnischen insbesondere. Im Selbstverlage des Verfassers, Dresden 1862.
- Chronik und Topographie der – den mit Stadtgerechtigkeit begabten Marktflecken Kötzschenbroda nebst Dörfchen Fürstenhain, die Orte Hof- und Niederlößnitz, ingleichen die Dörfer Nauendorf, Zitzschewig und Lindenau umfassenden – Parochie Kötzschenbroda nebst historischen allgemeinen Notizen. In der Hauptsache auf Grund urkundlicher Nachrichten etc. zusammengestellt. Im Selbstverlage des Verfassers (Buchdruckerei von Hellmuth Henkler in Dresden), Dresden (1864 und) 1865 (Digitalisat).
- Der Führer im Labyrinth der bisher erschienenen Briefmarken aller Länder, 1867.
- Adreß- und Geschäfts-Verzeichnis der Einwohnerschaft in der Parochie Kötzschenbroda, 1869 (Online: Band I, Band II).